# ハートビート (GOING UNDER GROUNDの曲)
「ハートビート」は、GOING UNDER GROUNDの7枚目のシングル。ビクターエンタテインメントのレーベルHAPPYHOUSEより2004年1月21日発売。

## 概要
前年の2013年10月22日に発売された3枚目のアルバム『ハートビート』からのリカットシングル 。ジャケットイラストは宮尾和孝が手掛けた。当初はCCCD盤として発売されていたが、2007年12月19日にCD-DA盤で再発売され、CCCD盤は廃盤となった。

## 収録曲
1. ハートビート
（作詞：河野丈洋・松本素生、作曲：河野丈洋）
石原が初めてボイスベースでコーラスに参加している。
MVには蒼井優、西尾季隆（X-GUN）が出演している。
Bank Bandがアルバム『沿志奏逢3』（2010年6月30日発売）でカバーしている[2]。
2. ハートビート（2003.12.5 version）
アルバム『ハートビート』のリリースツアーであった「tour “every breath”」仙台CLUB JUNK BOXでのライブ音源。
3. トワイライト（2003.12.5 version）
同じく「tour “every breath”」仙台CLUB JUNK BOXでのライブ音源。

## 収録アルバム
ハートビート
- ハートビート
- BEST OF GOING UNDER GROUND with YOU
- COMPLETE SINGLE COLLECTION 1998-2008
- ハートビート 2018〜emotionalred〜 - セルフカバーを収録。
- ALL TIME BEST〜20th STORY + LOVE + SONG〜

## タイアップ
ハートビート
- ボーダフォン日本法人のV601NテレビCM（2003年11月末）
- 映画『茜色に焼かれる』（石井裕也監督／2021年5月21日公開）[3]